# 東京企画 (音楽出版社)
株式会社東京企画（とうきょうきかく）は、かつて存在した日本の音楽出版社、広告代理店、記録映画制作・イベント興行会社。
いずれも同名企業で調査会社の株式会社東京企画（CM総合研究所）や、かつて存在した映画会社の東京企画株式会社（いわゆる「後株」）とは無関係。

## 解説
元建設大臣・長谷川四郎の秘書に10年余り従事して来た詩人の森菊蔵が1965年（昭和40年）に設立し、当初は広告代理店として地方テレビ局向けのローカルCM制作を行っていた。森は東京企画設立から2年前の1963年（昭和38年）にいわゆる「代議士ソング」の第1号として「荒舩清十郎の唄」（作曲：長洲忠彦、歌：サニー・トーンズ）を作詞・プロデュースしており、東京企画の設立後も「代議士ソング」の企画・立案を中心業務に据えていたことから、選挙プランナーの先駆けとも評されていた。
併せて地方公共団体を対象に市町村歌や音頭の企画から懸賞募集の審査・発表演奏会の開催・レコード制作までをパッケージで提案し、森自身の作詞（主にCMソングで用いた「槍一之」名義の場合もある）や補作になるものが数多く存在する。委託製造を行うレコード会社は自治体側の希望する作曲家や歌唱者によりその都度変更され、日本コロムビア、ビクター音楽作業、キングレコード、テイチク、ポリドール、東芝EMI、クラウンレコード、CBSソニーなど多岐にわたったが、ロイヤルナイツ「上越市民の歌」やアンサンブル・ボッカ「内原町民の歌」のように東京企画の自主制作扱い（規格品番が「TMK-」で始まるもの）で製造されることもあった。
1997年（平成9年）に森が死去して以降の活動は確認されていないが、解散（登記閉鎖）・休眠の別は不明。